# Белина, Желислав

Герб Белина

Желислав Белина (конец XI века) — польский воин, великий гетман короля Болеслава III Кривоустого (1079—1102). 
О нем существует предание, что в сражении против войск Святополка Моравского ему отсекли правую руку, но несмотря на это, Белина не перестал сражаться и выиграл битву. За этот подвиг король наградил его золотой рукой, которая была помещена в гербе Белина.

## Источник
- Белина Желислав // Энциклопедический словарь Брокгауза и Ефрона : в 86 т. (82 т. и 4 доп.). — СПб., 1890—1907.